# Particle Data Group
Particle Data Group (o PDG) es un grupo de colaboración internacional de físicos de partículas que recopila y reanaliza los resultados publicados sobre las propiedades de las partículas subatómicas y sus interacciones fundamentales. El PDG los publica bianualmente en la publicación Review of Particle Physics, un extenso compendio de más de 1200 páginas, y su versión de bolsillo Particle Physics Booklet, aunque se revisan anualmente en la publicación en red. Asimismo publica reseñas de resultados relevantes desde un punto de vista fenomenológico en campos con el de la cosmología.
Esta publicación se divide en 3 apartados fundamentales:
- Particle Physics Summary Tables, tablas que resumen las propiedades de los bosones de gauge y de Higgs, leptones, quarks, mesones y bariones, de las restricciones en la búsqueda de hipotéticas nuevas partículas y de la violación de las leyes de conservación.
- Reviews, Tables and Plots, reseñas sobre conceptos matemáticos y estadísticos fundamentales, tablas de Coeficientes Clebsch—Gordan, la tabla periódica de los elementos, tablas de configuraciones electrónicas de los elementos, tablas resumidas de propiedades de materiales, reseñas sobre el estado actual de la investigación sobre el Modelo estándar de la física de partículas, Cosmología y métodos de experimentación en física de partículas, y tablas de constantes físicas y astronómicas, muchas de ellas obtenidas de CODATA y de The Astronomical Almanac.
- Particle Listings, versión completa de la primera sección incluyendo referencias completas para las medidas principales. Esta parte se publica ya solamente en red.

## Historia
Los antecedentes de la publicación actual Review of Particle Physics se remonta al artículo de Murray Gell-Mann y Arthur Rosenfeld, Hyperons and Heavy Mesons (Systematics and Decay) de 1957, y la tabla de datos que lo acompañaba, Data for Elementary Particle Physics (University of California Radiation Laboratory Technical Report UCRL-8030), y que se había difundido con anterioridad a la publicación del artículo original. En 1963, Matts Roos publicó independientemente otra recopilación de datos: Tables of Elementary Particles and Resonant States. A sugerencia de este último, ambas publicaciones se fundieron en una sola a partir del año 1964.
La publicación cambió posteriormente de nombre varias veces: Data on Particles and Resonant States en 1965, Review of Particle Properties en 1970 y la más reciente en  1996 a Review of Particle Physics. Desde 1972 ya no se publica en exclusiva en la revista Reviews of Modern Physics sino también por Physics Letters B, European Physical Journal C, Journal of Physics G, Physical Review D, and Chinese Physics C dependiendo del año.